# Islandia na Letnich Igrzyskach Olimpijskich 1976
Letnie Igrzyska Olimpijskie 1976 były jedenastymi w historii Islandii igrzyskami olimpijskimi. Żadnemu zawodnikowi nie udało się zdobyć medalu.

## Skład reprezentacji

### Judo
| Zawodnik           | Konkurencja    | 1/32 finału      | 1/16 finału                              | 1/8 finału       | Ćwierćfinały     | Półfinały        | Repasaże o brązowy medal | Repasaże o brązowy medal | Repasaże o brązowy medal | Finał            | Pozycja  | Źródło |
| Zawodnik           | Konkurencja    | 1/32 finału      | 1/16 finału                              | 1/8 finału       | Ćwierćfinały     | Półfinały        | Runda 1.                 | Runda 2.                 | Runda 3.                 | Finał            | Pozycja  | Źródło |
| Zawodnik           | Konkurencja    | Przeciwnik Wynik | Przeciwnik Wynik                         | Przeciwnik Wynik | Przeciwnik Wynik | Przeciwnik Wynik | Przeciwnik Wynik         | Przeciwnik Wynik         | Przeciwnik Wynik         | Przeciwnik Wynik | Pozycja  | Źródło |
| ------------------ | -------------- | ---------------- | ---------------------------------------- | ---------------- | ---------------- | ---------------- | ------------------------ | ------------------------ | ------------------------ | ---------------- | -------- | ------ |
| Viðar Guðjohnsen   | Waga średnia   | –                | José Luis de Frutos Porażka przez yuko   | NQ               | NQ               | NQ               | NQ                       | NQ                       | NQ                       | NQ               | 19.- 27. | [ 1 ]  |
| Gísli Þorsteinsson | Waga półciężka | BYE              | Thomas Martin Porażka przez ippon (0:22) | NQ               | NQ               | NQ               | NQ                       | NQ                       | NQ                       | NQ               | 18.- 29. | [ 2 ]  |

### Lekkoatletyka

#### Mężczyźni

##### Konkurencje biegowe
| Zawodnik          | Konkurencja                   | Eliminacje | Eliminacje | Ćwierćfinały | Ćwierćfinały | Półfinały   | Półfinały   | Finał | Finał   | Źródło |
| Zawodnik          | Konkurencja                   | Czas       | Pozycja    | Czas         | Pozycja      | Czas        | Pozycja     | Czas  | Pozycja | Źródło |
| ----------------- | ----------------------------- | ---------- | ---------- | ------------ | ------------ | ----------- | ----------- | ----- | ------- | ------ |
| Bjarni Stefánsson | Bieg na 100 m                 | 11.28      | 6.         | NQ           | NQ           | NQ          | NQ          | NQ    | NQ      | [ 3 ]  |
| Bjarni Stefánsson | Bieg na 400 m                 | 48.34      | 7.         | NQ           | NQ           | NQ          | NQ          | NQ    | NQ      | [ 4 ]  |
| Ágúst Ásgeirsson  | Bieg na 1500 m                | 3:45.47    | 7.         | Nie dotyczy  | Nie dotyczy  | NQ          | NQ          | NQ    | NQ      | [ 5 ]  |
| Ágúst Ásgeirsson  | Bieg na 3000 m z przeszkodami | 8:53.95    | 11.        | Nie dotyczy  | Nie dotyczy  | Nie dotyczy | Nie dotyczy | NQ    | NQ      | [ 6 ]  |

##### Konkurencje techniczne
| Zawodnik           | Konkurencja    | Eliminacje | Eliminacje | Finał | Finał   | Źródło |
| Zawodnik           | Konkurencja    | Wynik      | Pozycja    | Wynik | Pozycja | Źródło |
| ------------------ | -------------- | ---------- | ---------- | ----- | ------- | ------ |
| Hreinn Halldórsson | Pchnięcie kulą | 18,93 m    | 15.        | NQ    | NQ      | [ 7 ]  |
| Óskar Jakobsson    | Rzut oszczepem | 72,78 m    | 21.        | NQ    | NQ      | [ 8 ]  |

##### Wieloboje
| Zawodnik        | Konkurencja   |          | 100 m   | Skok w dal | Kula    | Skok wzwyż | 400 m   | 110 m ppł. | Dysk    | Tyczka | Oszczep | 1500 m | Wynik końcowy    | Źródło |
| --------------- | ------------- | -------- | ------- | ---------- | ------- | ---------- | ------- | ---------- | ------- | ------ | ------- | ------ | ---------------- | ------ |
| Elías Sveinsson | Dziesięciobój | Rezultat | 11.51   | 6,37 m     | 13,94 m | 1,94 m     | 51.77   | 16.19      | 41,98 m | DNS    | DNS     | DNS    | Nieklasyfikowany | [ 9 ]  |
| Elías Sveinsson | Dziesięciobój | Punkty   | 685 pkt | 686 pkt    | 724 pkt | 804 pkt    | 728 pkt | 731 pkt    | 724 pkt | DNS    | DNS     | DNS    | Nieklasyfikowany | [ 9 ]  |

#### Kobiety

##### Konkurencje biegowe
| Zawodnik             | Konkurencja    | Eliminacje | Eliminacje | Półfinały | Półfinały | Finał | Finał   | Źródło |
| Zawodnik             | Konkurencja    | Czas       | Pozycja    | Czas      | Pozycja   | Czas  | Pozycja | Źródło |
| -------------------- | -------------- | ---------- | ---------- | --------- | --------- | ----- | ------- | ------ |
| Lilja Guðmundsdóttir | Bieg na 800 m  | 2:07.26    | 7.         | NQ        | NQ        | NQ    | NQ      | [ 10 ] |
| Lilja Guðmundsdóttir | Bieg na 1500 m | 4:20.27    | 9.         | NQ        | NQ        | NQ    | NQ      | [ 11 ] |

##### Konkurencje techniczne
| Zawodnik         | Konkurencja | Eliminacje          | Eliminacje          | Finał | Finał   | Źródło |
| Zawodnik         | Konkurencja | Wynik               | Pozycja             | Wynik | Pozycja | Źródło |
| ---------------- | ----------- | ------------------- | ------------------- | ----- | ------- | ------ |
| Disa Gísladóttir | Skok wzwyż  | Nie zaliczyła próby | Nie zaliczyła próby | NQ    | NQ      | [ 7 ]  |

### Pływanie

#### Mężczyźni
| Zawodnik          | Konkurencja            | Eliminacje | Eliminacje | Półfinały   | Półfinały   | Finał | Finał   | Źródło |
| Zawodnik          | Konkurencja            | Czas       | Pozycja    | Czas        | Pozycja     | Czas  | Pozycja | Źródło |
| ----------------- | ---------------------- | ---------- | ---------- | ----------- | ----------- | ----- | ------- | ------ |
| Sigurður Ólafsson | 100 m stylem dowolnym  | 56.01      | 8.         | NQ          | NQ          | NQ    | NQ      | [ 12 ] |
| Sigurður Ólafsson | 200 m stylem dowolnym  | 2:01.18    | 6.         | Nie dotyczy | Nie dotyczy | NQ    | NQ      | [ 12 ] |
| Sigurður Ólafsson | 400 m stylem dowolnym  | 4:18.11    | 6.         | Nie dotyczy | Nie dotyczy | NQ    | NQ      | [ 12 ] |
| Sigurður Ólafsson | 1500 m stylem dowolnym | 17:25.10   | 7.         | Nie dotyczy | Nie dotyczy | NQ    | NQ      | [ 12 ] |

#### Kobiety
| Zawodnik              | Konkurencja             | Eliminacje | Eliminacje | Półfinały   | Półfinały   | Finał | Finał   | Źródło |
| Zawodnik              | Konkurencja             | Czas       | Pozycja    | Czas        | Pozycja     | Czas  | Pozycja | Źródło |
| --------------------- | ----------------------- | ---------- | ---------- | ----------- | ----------- | ----- | ------- | ------ |
| Vilborg Sverrisdóttir | 100 m stylem dowolnym   | 1:03.26    | 7.         | NQ          | NQ          | NQ    | NQ      | [ 13 ] |
| Vilborg Sverrisdóttir | 200 m stylem dowolnym   | 2:14.27    | 6.         | Nie dotyczy | Nie dotyczy | NQ    | NQ      | [ 13 ] |
| Vilborg Sverrisdóttir | 400 m stylem dowolnym   | 4:48.28    | 7.         | Nie dotyczy | Nie dotyczy | NQ    | NQ      | [ 13 ] |
| Þórunn Alfreðsdóttir  | 100 m stylem motylkowym | 1:09.63    | 6.         | NQ          | NQ          | NQ    | NQ      | [ 14 ] |
| Þórunn Alfreðsdóttir  | 200 m stylem motylkowym | 2:29.22    | 7.         | Nie dotyczy | Nie dotyczy | NQ    | NQ      | [ 14 ] |

### Podnoszenie ciężarów
| Zawodnik             | Konkurencja        | Rwanie | Rwanie  | Podrzut  | Podrzut | Suma     | Suma    | Źródło |
| Zawodnik             | Konkurencja        | Wynik  | Pozycja | Wynik    | Pozycja | Wynik    | Pozycja | Źródło |
| -------------------- | ------------------ | ------ | ------- | -------- | ------- | -------- | ------- | ------ |
| Guðmundur Sigurðsson | waga średniociężka | 145 kg | 12.     | 187,5 kg | 7.      | 332,5 kg | 8.      | [ 15 ] |